# Урочище «Соломка»
Уро́чище «Соло́мка» — заповідне урочище (болотне) в Україні. Розташоване в межах Рівненського району Рівненської області, на північний захід від села Олександрія і на південь від села Соломка. 
Площа 220 га. Статус надано згідно з рішенням облвиконкому від 22.11.1983 року № 343. Перебуває у віданні ДП «Рівненський лісгосп» (Олександрійське л-во, кв. 27, 32, 36, 37). 
Статус надано для збереження ділянки заболоченого лісу (на колишніх торфовиробках) та безлісих низинних боліт з осоковою рослинністю, на окремих ділянках яких трапляються береза повисла та береза пухнаста віком 20—40 років. У підліску верба козяча, верба попеляста, крушина ламка. На менш вологих невеликих ділянках зростають вільха чорна, береза повисла та осика, а також поодинокі дерева дуба звичайного. 
Гніздяться водоплавні птахи, зокрема широконіска, крижень, лиска. Є поселення бобрів. 